# Воробьёв, Михаил Васильевич
Михаи́л Васи́льевич Воробьёв (21 апреля 1922, Петроград — 5 октября 1995, Санкт-Петербург) — советский и российский востоковед. Доктор исторических наук (1972). Специалист по истории Японии, Кореи, монгольских и тунгусо-маньчжурских народов от палеолита до раннего Средневековья.

## Биография
В Великую Отечественную войну пережил блокаду Ленинграда, с 1943 года был на фронте. 
В 1950 году окончил восточный факультет ЛГУ имени А. А. Жданова. 
В 1953 году в Ленинградском отделении Института истории материальной культуры АН СССР защитил диссертацию на соискание учёной степени кандидата исторических наук по теме «Каменный век стран Японского моря».
В 1972 году в ЛГУ имени А. А. Жданова защитил диссертацию на соискание учёной степени доктора исторических наук по теме «Чжурчжэни и государство Цзинь (X в. — 1234 г.)».
Работал в Ленинградском отделении Института востоковедения.

## Книги

### Северные соседи Китая
- Чжурчжэни и государство Цзинь (X в. — 1234 г.): Исторический очерк. — М.: Наука, Главная редакция восточной литературы, 1975. — 448 с.: ил. — 2800 экз. (то же: автореф. дисс. ...докт. ист. наук, Л., 1972).
- Культура чжурчжэней и государства Цзинь. (X в. — 1234 г.). — М.: Наука, Главная редакция восточной литературы, 1983. — 368 с.: ил. — 3000 экз.
- Маньчжурия и Восточная Внутренняя Монголия (с древнейших времен до IX в. включительно). — Владивосток: Дальнаука, 1994. — 408 с. — 200 экз.

### Корея
- Древняя Корея. Историко-археологический очерк. — М.: ИВЛ, 1961. — 147 с. — 1000 экз.
- Корея до второй трети VII в. Этнос, общество, культура и окружающий мир. — СПб.: Петербургское востоковедение, 1997. — 428 с. — (Серия «Orientalia»).
- Очерки культуры Кореи. —  СПб.: Петербургское востоковедение, 2002. — 182 с. — (Серия «Orientalia»).

### Япония
- Каменный век стран Японского моря. Автореф. дисс. ... канд. ист. наук. — Л., 1953.
- Древняя Япония. Историко-археологический очерк. — М.: ИВЛ, 1958. — 119 с. — 2300 экз.
- Воробьев М. В., Соколова Г. А. Очерки по истории науки, техники и ремесла в Японии. — М.: Наука, 1976. — 231 с. — 7800 экз. (Серия «Культура народов Востока»).
- Япония в III—VII вв.: Этнос, общество, культура и окружающий мир. — М.: Наука, 1980. — 344 с. — 4850 экз.
- Японский кодекс «Тайхо Ёро рё» (VIII в.) и право раннего средневековья. — М.: Наука, 1990. — 382 с. — 2000 экз.